# Nicolas de Troyes
Nicolas de Troyes (* 15. oder 16. Jahrhundert in Troyes; † 16. Jahrhundert) war ein französischer Schriftsteller der Renaissance.

## Leben und Werk
Nicolas de Troyes, von dem neben dem Geburtsort Troyes und dem Wohnort Tours nur der Beruf als Sattelmacher bekannt ist, schrieb von 1533 bis 1537 unter dem Titel Grand Parangon des nouvelles nouvelles (etwa: Großes Musterbuch neuer Novellen) eine Sammlung von Erzählungen, die ursprünglich in zwei Teilen vorlag, von denen der erste Teil jedoch verschollen ist. Der zweite Teil enthält 180 Erzählungen, von denen 55 von Émile Mabille (1828–1874) 1866 und 1869 erstmalig herausgegeben wurden (mit Titel und kurzer Inhaltsangabe aller 180). Seit 1970 liegt eine kritische (Teil-)Ausgabe vor.
Der Grand Parangon steht in der Nachfolge der Hundert neuen Novellen und des Decamerone, deren Texte er bearbeitet hat. Im Vordergrund stehen Situationskomik und ein oraler Stil von besonderer Lebendigkeit. (Simonin 1984)

## Werke
- Le grand parangon des nouvelles nouvelles. Recueillies par Nicolas de Troyes. Publié pour la première fois et précédé d’une introduction par Émile Mabille. E. Gouin, Paris 1866. A. Franck, Paris 1869. Kraus, Nendeln 1972. Plain Chant, Bassac 1993.
  - (deutsch) Der große Prüfstein der neuen Novellen. G. Müller, München 1913. (übersetzt von Paul Hansmann, 1882–1936)
  - (deutsch, Teilübersetzung) Der wundertaetige Ring. Sodom-Gomorrha-Verlag, 1924.
- Le grand parangon des nouvelles nouvelles (choix). Hrsg. Krystyna Kasprzyk. M. Didier, Paris 1970. (kritische Ausgabe)